# Enicospilus bellator
Enicospilus bellator är en stekelart som beskrevs av Perkins 1915. Enicospilus bellator ingår i släktet Enicospilus och familjen brokparasitsteklar. Inga underarter finns listade i Catalogue of Life.